# Spock's Beard
Gli Spock's Beard sono un gruppo musicale rock progressivo statunitense fondato negli anni novanta dai fratelli Neal e Alan Morse, e tuttora in attività. Sono considerati uno dei gruppi più significativi della scena neoprogressive moderna, e molti loro lavori sono stati accolti dalla critica e dal pubblico come capolavori del genere. Il loro stile unisce riferimenti al rock progressivo sinfonico classico (Yes, Genesis, Emerson, Lake & Palmer, King Crimson) e alcuni elementi progressive metal, combinati con melodie vocali polifoniche e un uso del contrappunto che a tratti ricordano i Gentle Giant.

## Storia del gruppo

### Anni novanta
Il gruppo mosse i primi passi nel 1992 ed era inizialmente costituito dai soli fratelli Morse (Neal alla voce e alle tastiere, Alan alla chitarra elettrica). Alcune demo di questo periodo furono in seguito pubblicati nella raccolta From the Vault (1998), e uno dei primi brani scritti dai Morse, The Light, sarebbe poi diventato la title track del loro album d'esordio.
Ai Morse si aggiunsero il batterista Nick D'Virgilio e il bassista John Ballard, quest'ultimo successivamente rimpiazzato da Dave Meros. Poco prima della pubblicazione dell'album di debutto si unì alla formazione anche il tastierista Ryo Okumoto, inizialmente come turnista e poi come membro ufficiale del gruppo.
Il nome del gruppo (letteralmente "la barba di Spock") è un riferimento all'episodio Specchio specchio della serie "classica" di Star Trek, in cui l'Enterprise si trova catapultata in un universo parallelo (noto ai trekkie come universo dello specchio) in cui il primo ufficiale Spock ha la barba. Pare che Neal Morse, durante una festa, abbia detto ai suoi compagni: "Wow, è come se fossimo in un universo parallelo. È come se Spock avesse la barba. Non sarebbe un nome divertente per un gruppo: Spock's Beard?". Quando il gruppo si riunì per scegliere il proprio nome, venne stesa una lista di 92 possibilità, e "Spock's Beard" venne aggiunto in fondo alla lista quasi per scherzo.
Il loro primo album, The Light, fu pubblicato nel 1995. Lo stile del gruppo apparve subito profondamente legato al rock progressivo classico, di cui ereditava molti stilemi: le composizioni articolate e complesse (il brano The Water è una tradizionale suite di 23 minuti), alcuni elementi della strumentazione (come l'organo Hammond o il mellotron), le segnature ritmiche complesse e così via.
Per il loro secondo lavoro, Beware of Darkness (1996), ebbero l'apporto dello stimato produttore Kevin Gilbert (Gilbert morì quello stesso anno, e da allora la produzione degli album degli Spock's Beard fu sempre curata dal gruppo stesso). La title track di Beware of Darkness, curiosamente, era una cover di un brano di George Harrison, rielaborato in chiave progressive.
Ad esso seguirono nel 1998 The Kindness of Strangers e l'anno successivo Day for Night.

### Anni duemila
Nel 2000 il gruppo pubblicò V, seguito due anni più tardi da Snow, imponente concept album doppio che racconta la storia di un guaritore albino che perde i propri poteri per riacquistarli attraverso l'avvicinamento a Dio. Dal punto di vista strutturale e musicale, l'album è stato talvolta paragonato a The Lamb Lies Down on Broadway dei Genesis. Emergono in maniera evidente anche temi cristiani, che riflettono la conversione di Neal Morse, avvenuta proprio a cavallo di quegli anni. Proprio la scoperta del cristianesimo avrebbe portato Neal ad abbandonare il gruppo nell'ottobre 2002.
Morse abbandonò effettivamente pochi mesi dopo la pubblicazione di Snow, per dedicarsi alla produzione di album solisti di genere rock cristiano. Il batterista D'Virgilio lo sostituì alla voce, transizione che può essere facilmente paragonata a quella avvenuta nei Genesis quando il batterista Phil Collins (subito dopo la pubblicazione di The Lamb, come Snow un doppio album con struttura a concept) sostituì Peter Gabriel. Similmente a Collins, D'Virgilio si occupa delle parti di batteria negli album successivi e il gruppo recluta Jimmy Keegan per i concerti.
Il primo lavoro senza Neal Morse, Feel Euphoria 2003, sembrò rappresentare un mutamento di stile in direzione più apertamente progressive metal. Tuttavia, gli album successivi Octane (2005), Spock's Beard (2006) e X (2010) hanno mostrato un ritorno allo stile dei primi lavori, con meno elementi heavy metal e maggiori riferimenti al rock progressivo classico.

### Anni duemiladieci
Nel novembre 2011 il cantante (ed ex-batterista) Nick D'Virgilio, dopo la mancata partecipazione ad alcuni concerti estivi della band (su tutti il set tenuto all'High Voltage Festival), rassegna le sue dimissioni dal gruppo per motivi personali. Gli Spock's Beard rendono noto che entreranno a far parte del gruppo in maniera stabile il turnista Jimmy Keegan alla batteria, già turnista da nove anni, e il cantante Ted Leonard. Con questa nuova formazione il gruppo ha realizzato e pubblicato gli album Brief Nocturnes and Dreamless Sleep e The Oblivion Particle, usciti tra il 2013 e il 2015.
Il 14 settembre 2015 è stata annunciata la raccolta The First Twenty Years, contenente i brani più rappresentativi della carriera del gruppo e l'inedito Falling for Forever, che ha visto anche la partecipazione di Neal Morse (autore del brano) e Nick D'Virgilio.
Neal Morse e Nick D'Virgilio si sono uniti nuovamente alla formazione attuale degli Spock's Beard nell'estate 2016 per l'esecuzione integrale del sesto album Snow avvenuta al festival Night of the Prog in Germania. Tale performance si è replicata in occasione dell'annuale Morsefest a Nashville, il cui concerto è stato registrato e in seguito pubblicato nel 2017 con il titolo Snow Live.
Il 12 ottobre 2016 Keegan ha abbandonato il gruppo per dedicarsi al suo progetto da solista. Al suo posto gli Spock's Beard hanno quindi chiamato l'ex batterista Nick D'Virgilio per le registrazioni del tredicesimo album, uscito nel 2018 sotto il titolo di Noise Floor.

## Formazione

### Attuale
- Ted Leonard – voce (2011-presente)
- Alan Morse – chitarra, voce (1992-presente)
- Dave Meros – basso, voce (1992-presente)
- Ryo Okumoto – tastiera, voce (1995-presente)

### Ex componenti
- Neal Morse – voce, tastiera, chitarra acustica (1992-2002, 2016)
- Jimmy Keegan – batteria, voce (2011-2016)[11]
- Nick D'Virgilio – voce, batteria (1992-2011, 2016, 2017)

## Discografia

### Album in studio
- 1995 – The Light
- 1996 – Beware of Darkness
- 1998 – The Kindness of Strangers
- 1999 – Day for Night
- 2000 – V
- 2002 – Snow
- 2003 – Feel Euphoria
- 2005 – Octane
- 2006 – Spock's Beard
- 2010 – X
- 2013 – Brief Nocturnes and Dreamless Sleep
- 2015 – The Oblivion Particle
- 2018 – Noise Floor

### Album dal vivo
- 1996 – The Official Live Bootleg
- 1999 – Live at the Whisky and NEARfest
- 2000 – Don't Try This at Home
- 2000 – Nick 'n Neal live in Europe - Two Separate Gorillas
- 2000 – Don't Try This @ Home Either!
- 2000 – There and Here
- 2005 – Gluttons for Punishment
- 2008 – Live
- 2017 – Snow Live

### Raccolte
- 1998 – From the Vaults
- 2015 – The First Twenty Years

## Videografia

### Album video
- 1998 – Spock's Beard Home Movie
- 1999 – Live at the Whisky
- 2001 – The Making of V
- 2002 – Don't Try This at Home - Live in Holland & the Making of V
- 2004 – The Making of Snow
- 2008 – Live
- 2017 – Snow Live